# Helsingfors stadsmuseum
Helsingfors stadsmuseum (finska: Helsingin kaupunginmuseo) är ett finländskt lokalhistoriskt museum i Helsingfors.
Helsingfors stadsmuseum ligger i två kvarter söder om Alexandersgatan. Flera gamla byggnader och nya byggnader ingår i lokalerna, med tre separata innergårdar. 
En av byggnaderna är Sederholmska huset som är Johan Sederholms tidigare köpmanshus från 1757, och som är Helsingfors äldsta byggnad. 
Helsingfors stadsmuseum återöppnade 13 maj 2016 efter renovering. Det nyrenoverade museet utnämndes till Årets museum 2017.

## Enheter inom Helsingfors stadsmuseum
- Huvudmuseet, med ingång från Alexandersgatan
- Arbetarbostadsmuseet
- Sprutmästarens gård
- Spåramuseet
- Villa Hagasund

## Bildgalleri

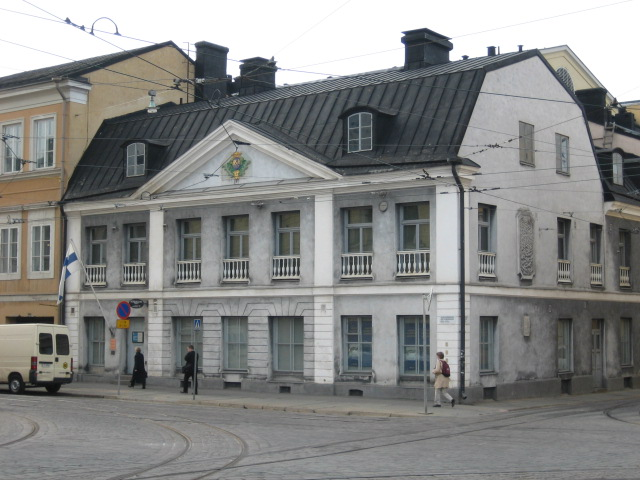
Sederholmska huset
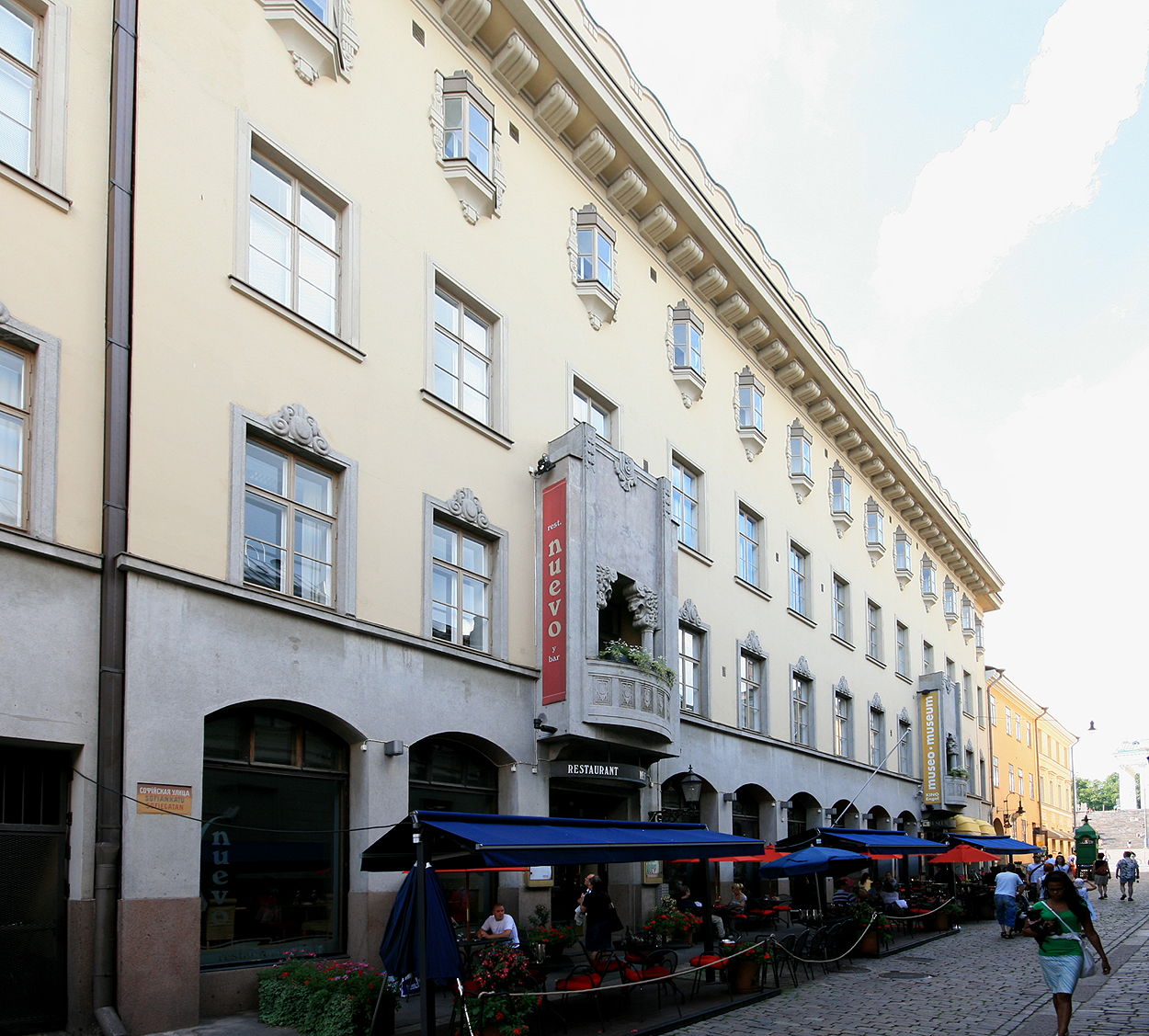
Entré vid Sofiagatan 4
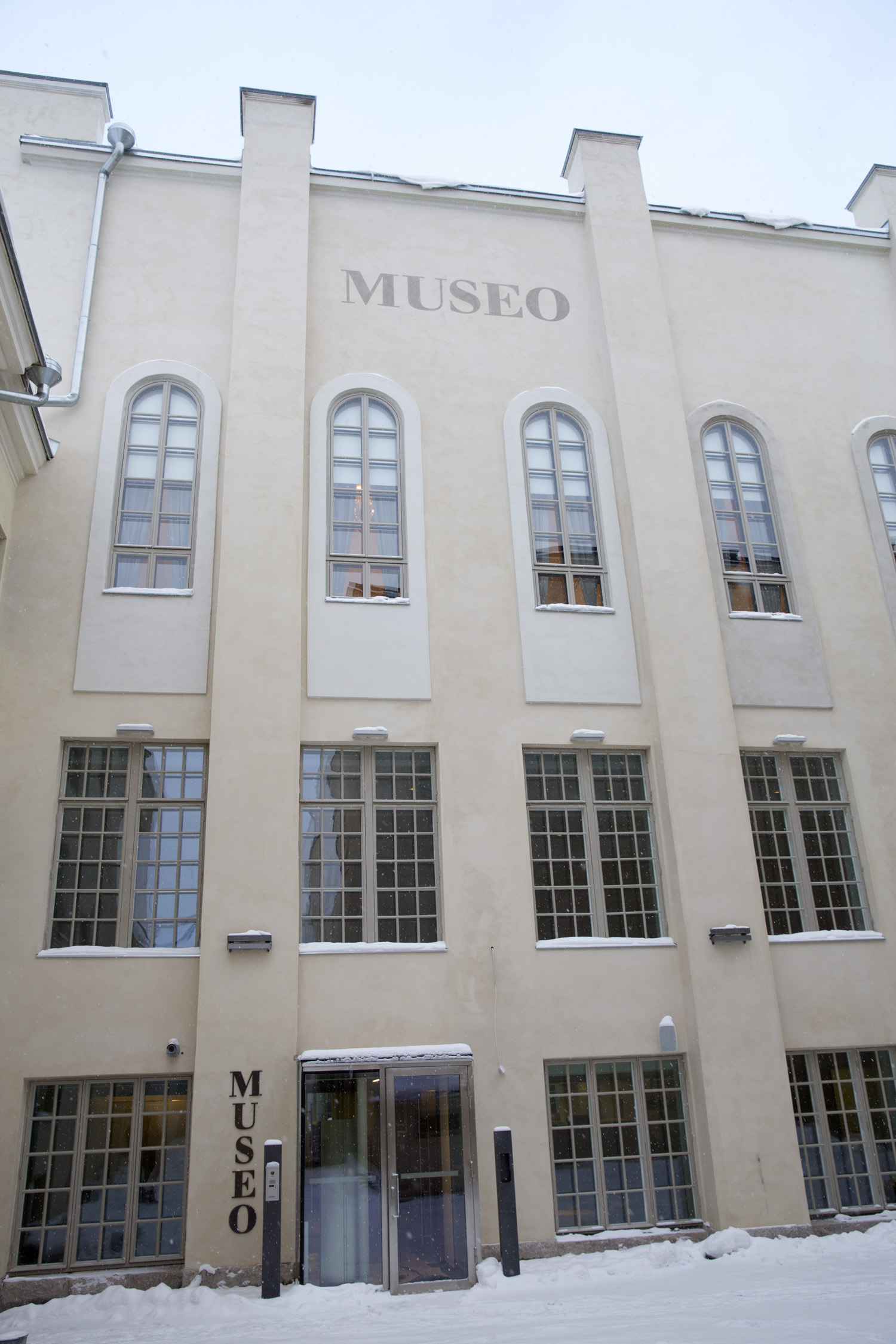
Govinius gård, en av tre innergårdar
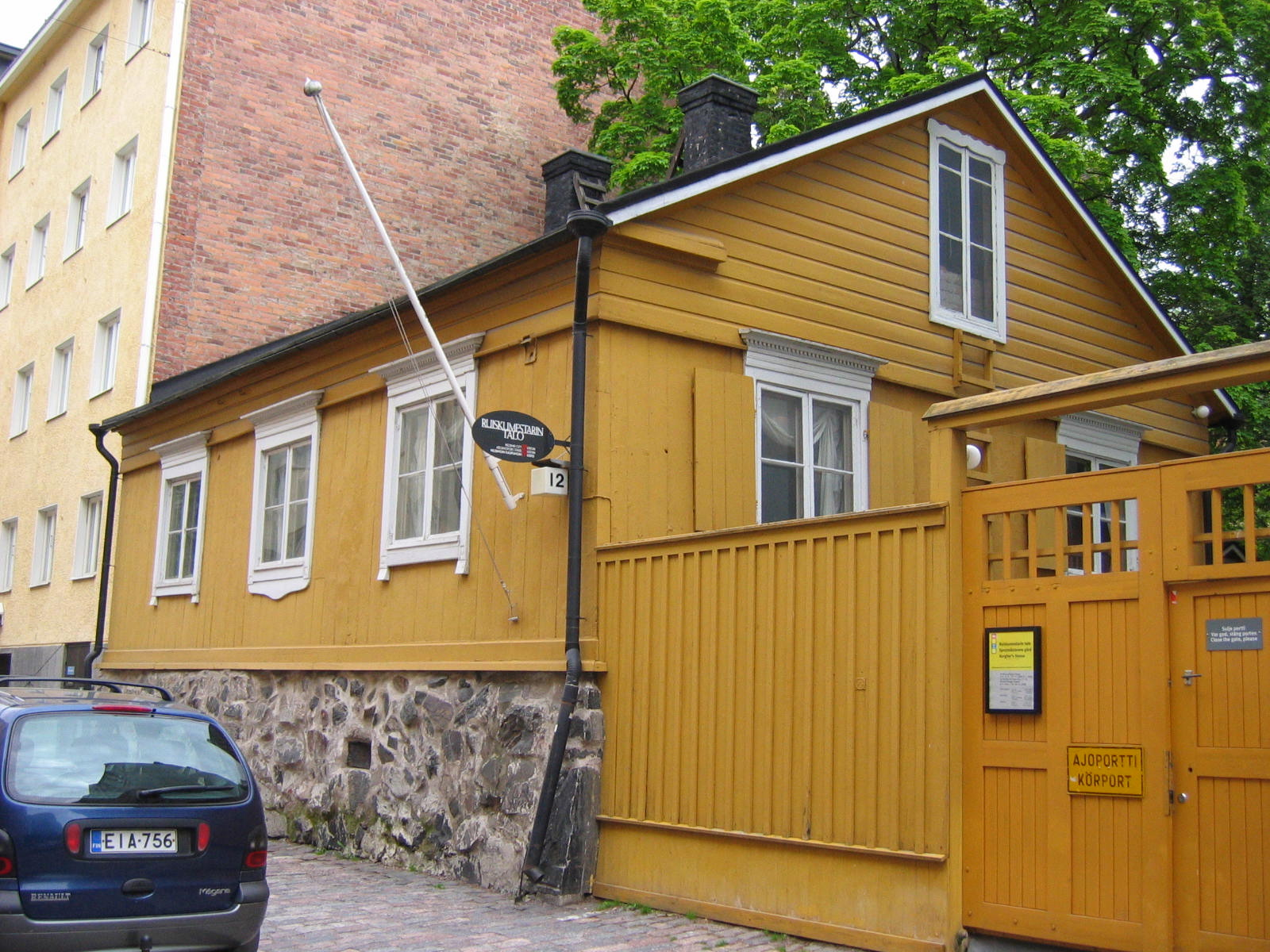
Sprutmästarens gård
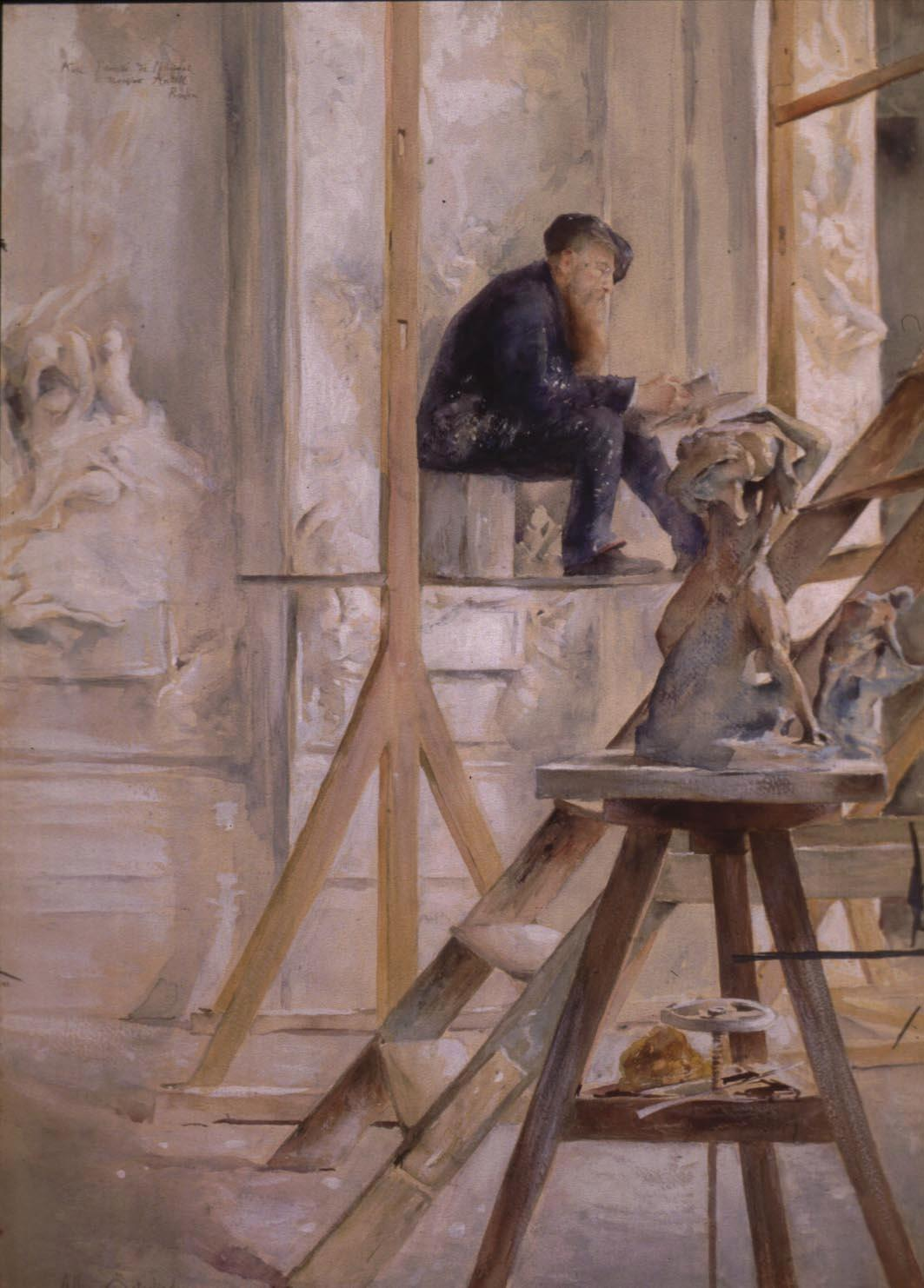
Allan Österlinds Rodin i sin ateljé, 1885